# Otročín
Otročín (německy Landek) je obec v okrese Karlovy Vary v Karlovarském kraji. Žije v ní 446 obyvatel.

## Historie
První písemná zmínka o obci pochází z roku 1233.

## Obyvatelstvo
Při sčítání lidu v roce 1921 zde žilo 744 obyvatel, z nichž byli dva Čechoslováci, 740 Němců a dva cizinci. K římskokatolické církvi se hlásilo všech 744 obyvatel.
| Rok            | 1869 | 1880 | 1890 | 1900 | 1910 | 1921 | 1930 | 1950 | 1961 | 1970 | 1980 | 1991 | 2001 | 2011 | 2021 |
| -------------- | ---- | ---- | ---- | ---- | ---- | ---- | ---- | ---- | ---- | ---- | ---- | ---- | ---- | ---- | ---- |
| Počet obyvatel | 703  | 714  | 754  | 812  | 786  | 744  | 729  | 441  | 372  | 351  | 340  | 334  | 330  | 251  | 215  |
| Počet domů     | 98   | 104  | 109  | 114  | 117  | 120  | 129  | 110  | 123  | 85   | 85   | 96   | 101  | 102  | 101  |

| Rok            | 1869  | 1880  | 1890  | 1900  | 1910  | 1921  | 1930  | 1950 | 1961 | 1970 | 1980 | 1991 | 2001 | 2011 | 2021 |
| -------------- | ----- | ----- | ----- | ----- | ----- | ----- | ----- | ---- | ---- | ---- | ---- | ---- | ---- | ---- | ---- |
| Počet obyvatel | 2 025 | 2 075 | 2 147 | 2 205 | 2 119 | 2 017 | 1 970 | 880  | 770  | 665  | 590  | 567  | 538  | 474  | 390  |
| Počet domů     | 296   | 312   | 322   | 322   | 326   | 331   | 359   | 276  | 183  | 162  | 155  | 168  | 186  | 193  | 193  |

## Obecní správa

### Části obce
- Otročín
- Brť
- Měchov
- Poseč
- Tisová

### Obecní symboly
Znak a vlajka byly obci uděleny rozhodnutím předsedkyně Poslanecké sněmovny Parlamentu České republiky dne 18. května 2012.

## Pamětihodnosti
- Kostel svatého archanděla Michaela
- Sousoší Svaté rodiny před domem čp. 15
- Kříž před domem čp. 32
- Pomník padlým 1. sv. války
- Podstavec pomníku císaře Josefa

## Galerie

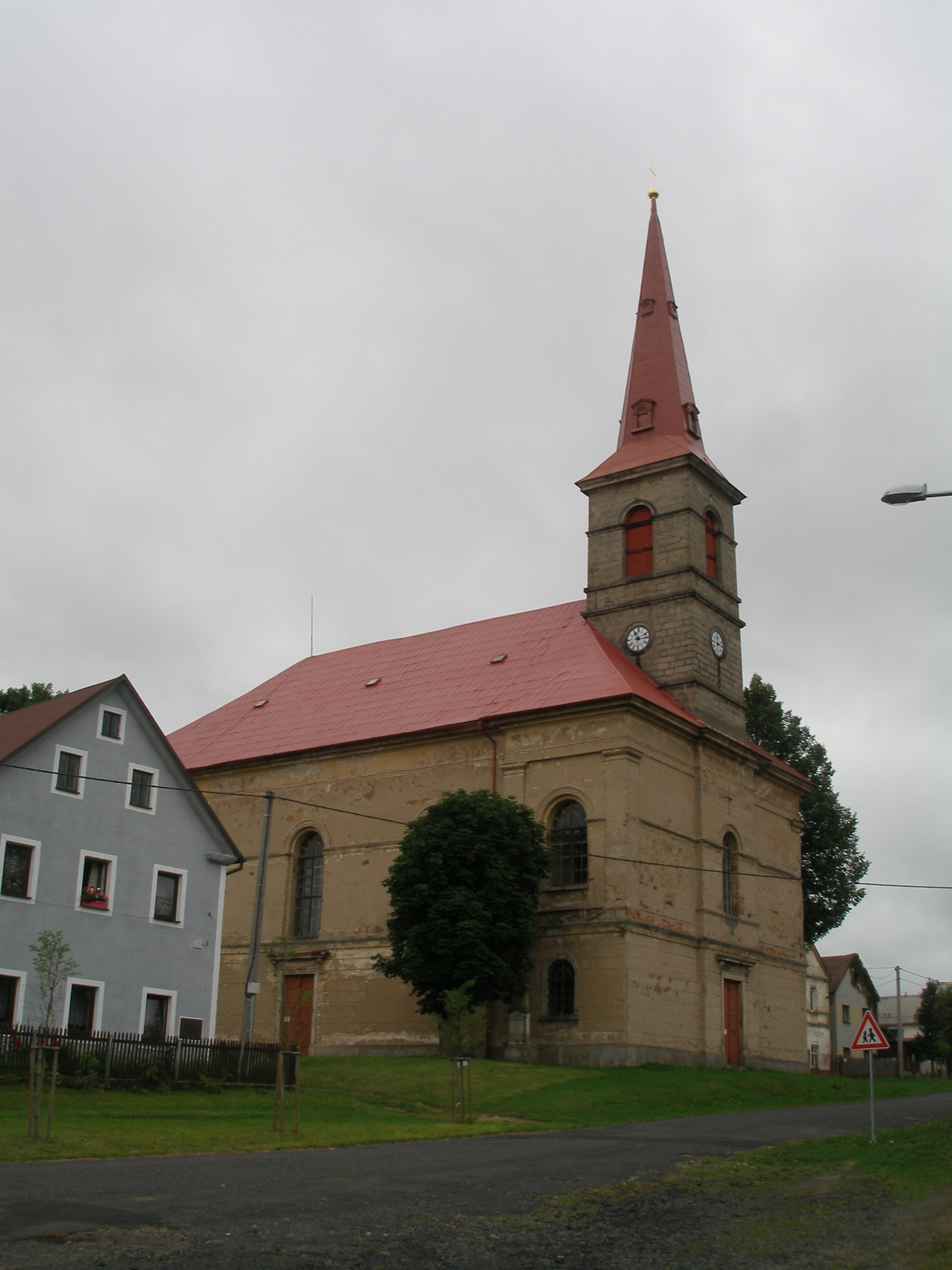
Kostel sv. archanděla Michaela na jižní straně návsi
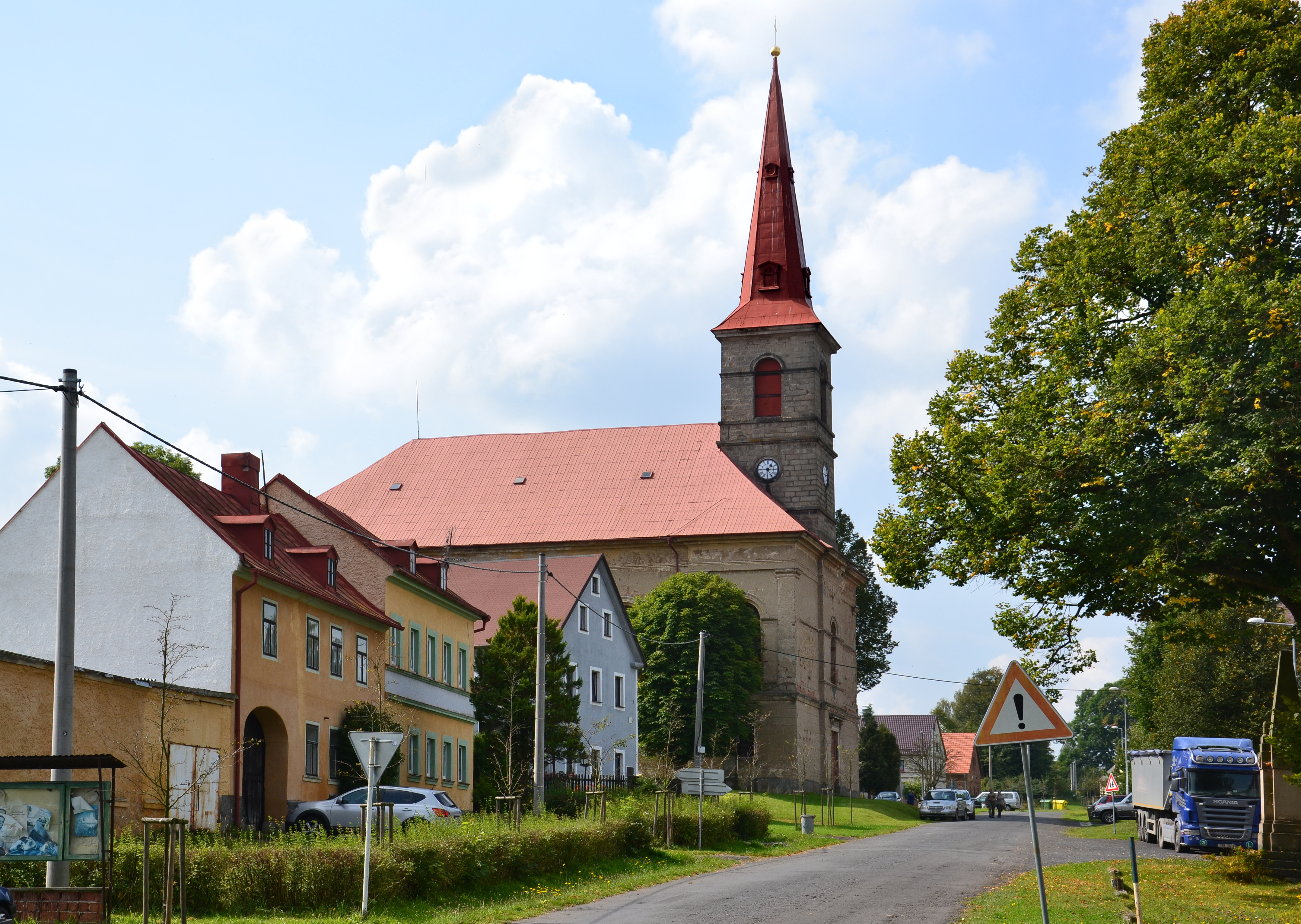
Západní část návsi
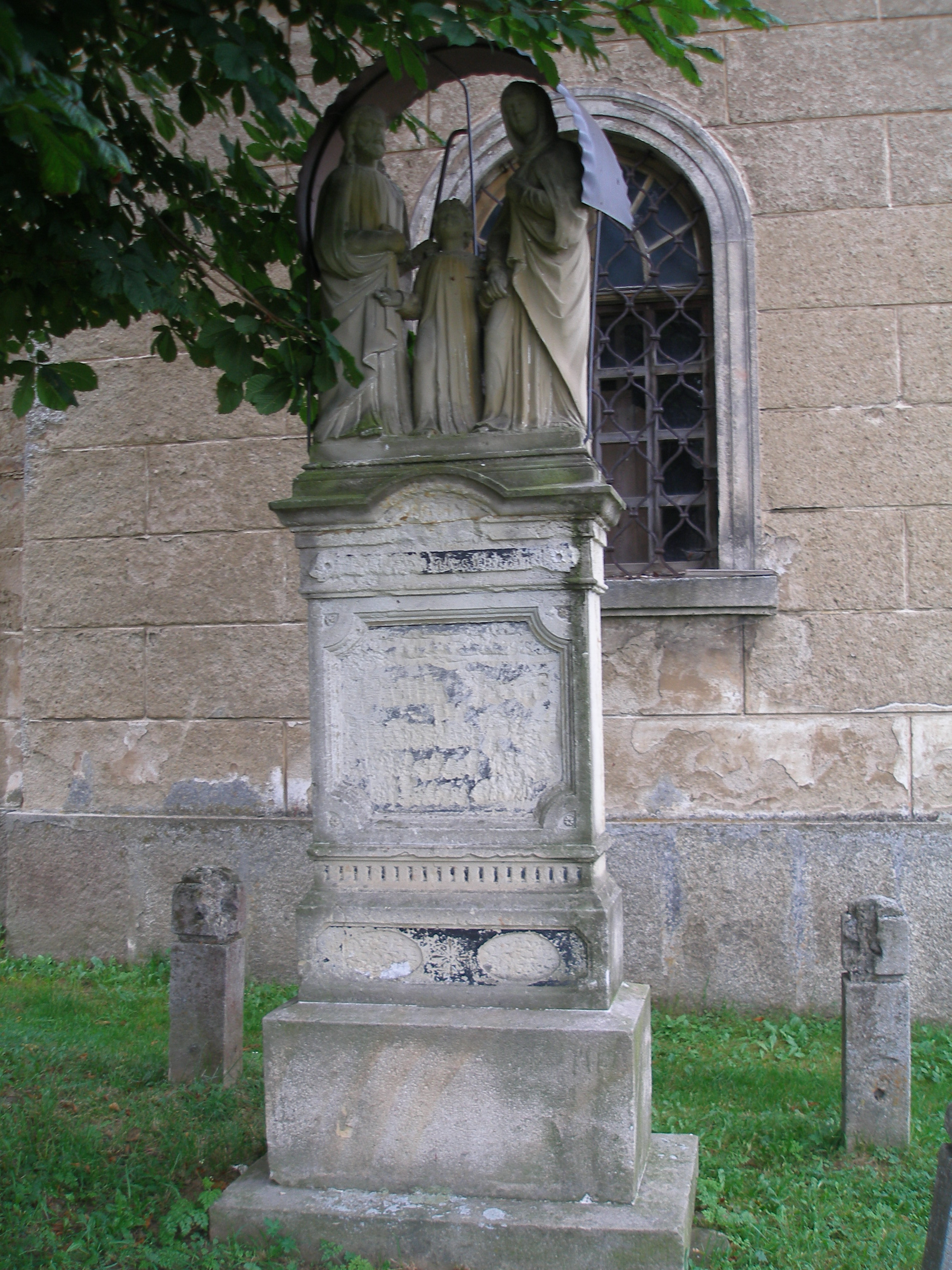
Sousoší svaté rodiny
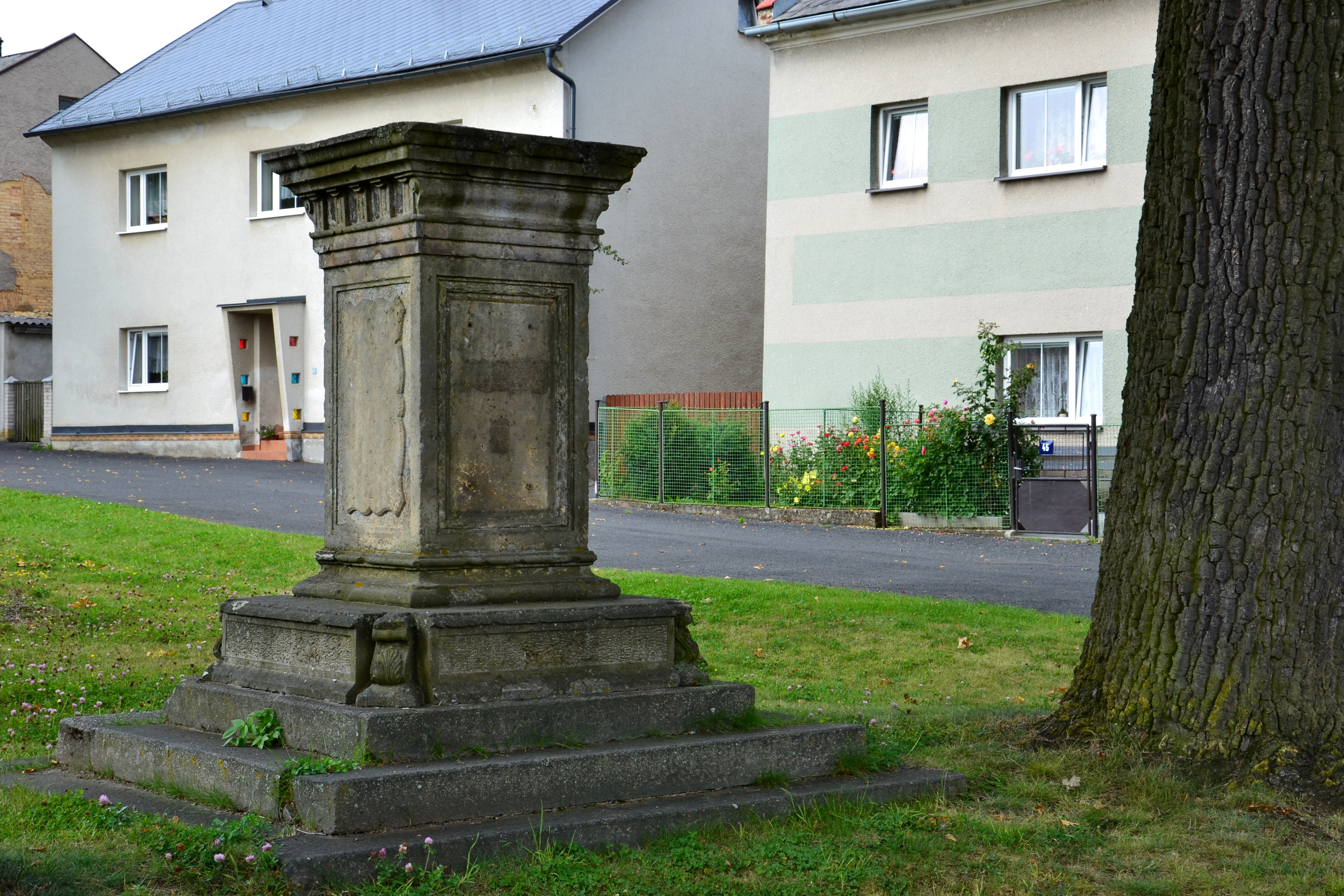
Podstavec